# Rifugio Baita Cassinelli
Il rifugio Baita Cassinelli (conosciuto anche con il nome di Malga Cassinelli) è un rifugio dell'alta Val Seriana ubicato nel territorio del comune di Castione della Presolana (BG) a un'altezza di 1.568 m s.l.m.

## Storia
Originariamente utilizzata dai pastori come casera nel periodo estivo, venne ristrutturata dal comune di Castione della Presolana negli anni sessanta, con alcuni locali della struttura che vennero assegnati al Soccorso Alpino di Clusone. Successivamente fu data in gestione alla sottosezione del CAI di Clusone, intitolata a Carlo Medici, che cominciò ad utilizzarla prima come baita sociale ed in seguito ad aprirla al pubblico nei periodi estivi.
Da dicembre 2013 è stata promossa a rifugio.

## Il rifugio

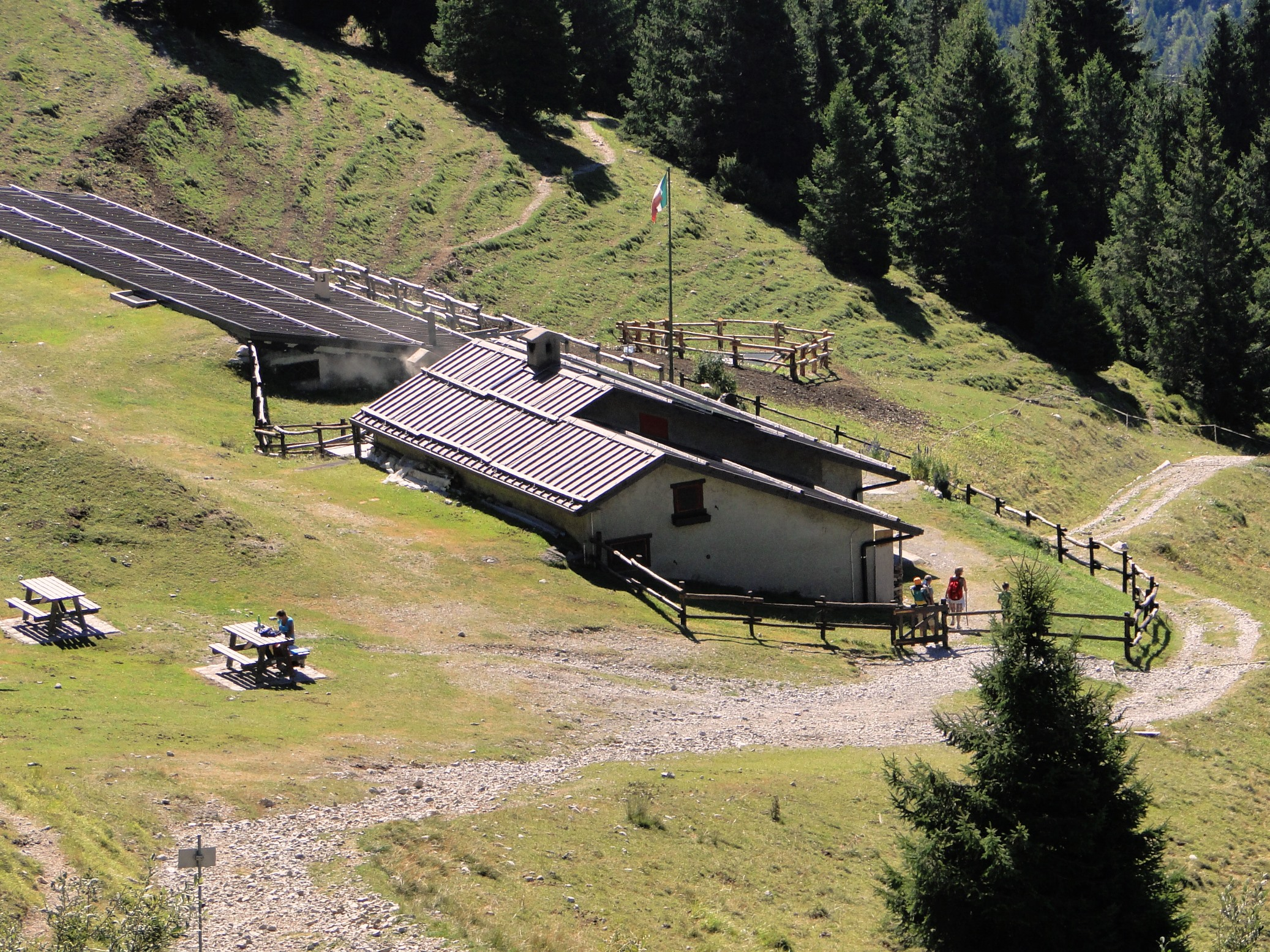
Il rifugio Baita Cassinelli visto dall'alto

Il rifugio è ubicato sul lato sinistro orografico della Valle Cassinelli quasi in prossimità della sua testata. 
È dotato di una sala che può accogliere fino a 60 persone ed una capienza di 18 posti letto. Da qui, in pochi minuti, si raggiunge la diramazione dei sentieri per la Valle dell'Ombra e il passo di Pozzera o per il Calvario che porta al Bivacco Presolana o alla Grotta dei Pagani, da dove inizia la Via Normale per l'accesso alla vetta (EEA). 

## Accessi
Situata ai piedi della parete Sud della Presolana, all'interno del Parco delle Orobie Bergamasche, è posta lungo l'ottavo ed ultimo tratto del Sentiero delle Orobie che, con i segnavia del CAI numero 315 e 316, raggiunge il Passo della Presolana in circa 45 minuti.

## Itinerari
La struttura è un'ottima base per salite escursionistiche e alpinistiche su percorsi facili o viceversa molto impegnativi, nonché per svariati itinerari di scialpinismo.
Uno dei tragitti più utilizzati è quello contrassegnato dalla traccia 315, mediante la quale si può raggiungere il passo di Pozzera, dalla Valle dell'Ombra (la salita sul sentiero del Calvario con la neve è da evitare), da dove deviare prima di arrivare al Passo, sia verso il bivacco Città di Clusone che per l'adiacente cappella Savina e quindi la grotta dei Pagani. 
Molto frequentati dagli scialpinisti sono i sentieri che raggiungono i vicini pizzo Corzene (2.012 m, raggiungibile anche dall'itinerario che passa dai pascoli delle Corzene e dal Colle Presolana a 1700m) e monte Visolo (2.369 m). Più impegnativi invece sono gli itinerari che conducono sulle vette della Presolana (cima occidentale e cima orientale).
Alla portata di ogni tipo di utenza è infine l'itinerario che, mantenendosi ad una quota di circa 1.500 m s.l.m., si dirama in direzione Ovest con segnavia numero 519 e tocca numerose baite alpine, tra le quali si segnalano la Malga Cornetto, la Malga Presolana, la Malga di Bàres, la Malga di Campo e la Malga Pozzetto.